# 金正恩
金 正恩（キム・ジョンウン、きん しょうおん、朝: 김정은、1984年1月8日 -）は、朝鮮民主主義人民共和国（北朝鮮）の政治家。同国第3代最高指導者（2011年 - ）、朝鮮労働党総書記。
第2代最高指導者で朝鮮労働党総書記であった金正日の三男。2011年の父の死により事実上最高指導者の地位を継承した。朝鮮労働党総書記、国務委員会委員長、朝鮮労働党中央軍事委員会委員長、朝鮮労働党政治局常務委員、国家武力最高司令官を務める。党内序列は第1位。軍事称号（階級）は共和国元帥。2019年4月の社会主義憲法改正により国務委員会委員長は国を代表すると規定され、名実ともに元首に位置付けられた。

## 経歴

### 幼少期
金正恩は北朝鮮の第2代最高指導者である金正日の三男として生まれた。北朝鮮帰国事業で北朝鮮に渡った元在日朝鮮人の母と朝鮮人の父を持つ。
母は在日朝鮮人であり、金正日から日本風に「あゆみ」と呼ばれていた高容姫である。金正日の長男の金正男は異母兄、次男の金正哲は同母兄となる。祖父は北朝鮮の初代最高指導者である金日成。母方の祖父は日本軍の縫製工場である広田軍服工場で働いていたことから日本軍協力者と呼ばれた高京澤（Ko Gyon-tek、1913年8月14日 - 1999年）である。祖父の日成は結婚を認めなかったことから母子ともに首都の平壌ではなく元山市で生活していた。
幼少期から日本人の専属料理人藤本健二が作った寿司を好んで食べ、当人自身も東京タワーに興味を持つなど日本文化に囲まれた状況で育った。撮影時期は不明であるが、少年時代の写真が玄哲海の生涯を収めた記録映画にて見ることができる。
1991年には日本出身の母と共に、一家でブラジル人家族になりすまし、偽装パスポートを使って日本に不法入国し様々な場所で旅行を楽しんだ。この際は「ジョセフ・パク」と偽名を名乗っていた。また、妹の与正は日本のアニメを好んでおり、日本語も理解している。子供のころは、自宅にファミコンなど日本の玩具があふれており、家族で行った東京ディズニーランドの話で盛り上がることもあった。2012年に北朝鮮の音楽ユニット・モランボン楽団が公演を行った際にはミッキーマウスに似た着ぐるみなども登場したが、与正の演出だったとされている。
藤本健二によれば正恩は「アメリカに戦争で負けたのに、あの復活ぶりは本当にすごい。商店には品物があふれている。我が国は…どうだろうか……」などと口にしていたという。上記の事から、政治上の厳しいコメントとは裏腹に日本に対して好印象を抱いているとも言われている。

### スイス留学
1996年9月より「パク・ウン」という偽名を使いスイスに留学した。ベルンのインターナショナル・スクールで教育を受けた。当時の同窓生によると日本の漫画を読みふけり、韓国の学生とも親しくしていたという。現地教育当局の記録には、金正恩は1985年10月1日生まれで父親はパク・ヨンスという北朝鮮大使館員だと記載されている。その後、3人の両親役は叔母に当たる高容淑とその夫である李剛が担っていたことが判明した。
高容淑と李剛は1998年に、子供たちを連れてベルリンからアメリカ合衆国へ亡命した。当時、アメリカ政府は金正恩が誰であるかすら知らなかったという。インターナショナル・スクールには数か月しか在籍せず、隣接する公立小学校でドイツ語を学んだ。当時も数学教師として在籍していた公立中のペーター・ブリ校長らの証言によると、金正恩は自宅から300メートルほどの学校まで一人で歩いて通っていた。在籍していた学校については諸説あり、リーベフェルト市の公立学校で金正恩と知り合いであったと主張する人物の情報もある。1998年9月、ベルンの自宅近くの公立中学校に編入。スイス滞在中は北朝鮮の在スイス大使が目付け役として身辺の管理を行っていたほか、親戚の寄り合いがインターラーケンやレマン湖の別邸で行われることもあった。金正恩は普段からブランドものの高価なスニーカをはいていた。自宅は3階建ての低層マンションで、一階から三階まで階段の両脇にある6部屋すべてを自由に使っており、サウナも備えられていた。2000年8月、夏期休暇が終わると公立中学校を退学して帰国した。留学の経験から母国語の朝鮮語のほかに英語、中国語、ロシア語、ドイツ語、フランス語など数ヶ国語を話せるとする報道もある。日本語についても漢字の書き取りなどをしていたとされる。

### 帰国後
2000年以降の動向はスイス時代と共に北朝鮮政府内の秘密事項として公にはされず部分的にしか報道されていない。明確なのは、父と同じく、北朝鮮内における最高の教育機関である金日成総合大学に在学していたことと、軍の教育機関である金日成軍事総合大学（党内の養成機関である金正日政治軍事大学とは異なる）で訓練を受けていたことである。金日成総合大学では情報工学を学び、金日成軍事総合大学では砲兵指揮を専攻したとされている。
北朝鮮では最高指導者の地位が金日成から金正日に世襲された為、日本、韓国などのメディアでは高齢である金正日が自身の子息を対象にした後継者選択を想定する傾向にあり、その中で日韓のメディアにおいては後継者候補として三男である金正恩の名前も挙げられることがあった。ただし当初は長男の金正男、あるいは軍部の支持を受けていた次男の金正哲の指名が予想される傾向があり、必ずしも最有力と見なされていた訳ではなかった。しかし2009年1月15日、「金正日が金正恩を後継者として指名した」と韓国の聯合ニュースが報道するなど、次第に金正恩後継者説が濃厚になっていった。さらに同年2月15日の聯合ニュースの報道によれば、金正日の健康が悪化した際に義弟の張成沢が金正日に金正恩を後継者にするよう働きかけたという。
2009年6月2日、韓国の東亜日報は、同年5月25日の核実験後に、金正恩が後継者に選ばれたことを在外公館に通知した事実が確認されたと報じた。また金正恩が「国防委員長代行」という職位に就いているという複数の証言もあったが、これは現在に至るまで公式には確認されていない。2010年2月17日、韓国の自由北朝鮮放送が、北朝鮮当局が全国の「ジョンウン」を名乗る人物に対し改名を命令したと報道した。

### 後継者指名
2010年9月27日、金正日は金正恩ら6人を10月10日付けで朝鮮人民軍の大将に昇進させる朝鮮人民軍最高司令官命令を発した。そして9月28日に開催された朝鮮労働党代表者会において、金正恩は党中央委員に選出され、同日に開かれた党中央委員会総会で党中央軍事委員会副委員長に選出された。これらの動きにより金正日の後継者としての地位が確定したとみなされている。
同年10月5日、金正恩は金正日の朝鮮人民軍第851軍部隊合同訓練視察に同行した。金正日の現地視察に金正恩が同行したことが公式に報道されたのはこれが初めてである。10月8日、金正日が新設された国立演劇劇場と芸術家の住宅に現地指導に赴いた際にも同行した。10月9日、来賓の中国共産党政治局常務委員兼中央政法委員会書記の周永康とともに平壌で開催された朝鮮労働党創建65周年慶祝中央報告大会に金正日と並んで出席し、マスゲームと芸術公演「アリラン」を鑑賞し、翌日に挙行された朝鮮労働党創建65周年慶祝閲兵式でも金正日、周永康とともに軍事パレードを観閲した。10月25日の中国人民志願軍参戦60周年記念行事のために訪朝した中国共産党中央軍事委員会副主席郭伯雄ら中国高位軍事代表団と金正日の会談に同席している。
2011年4月29日、韓国の国家情報院は「金正恩が国家安全保衛部部長に就任した」と発表した。しかし、北朝鮮の報道からは公式に伝えられておらず、確認はとれていない。
金正恩の後継指名と権力世襲について、兄・正男は「金正日自身は（世襲は）社会主義に合わないとして反対をしていたが、北朝鮮体制の安定のために必要だった（ので指名したのではないかと理解している）」という見解を『東京新聞』とのインタビューで明かしている。

### 父の死と権力の継承
2011年12月17日、父親の金正日が死去。12月19日、北朝鮮の国営マスメディアである朝鮮中央放送によって金正日の訃報が発表された。これによって1994年から17年間に亘って続いた金正日体制は終焉を迎えた。そしてその三男である金正恩はこの訃報において「卓越した領導者」と呼称され、金正日の政治的後継者である事が内外に示された。以降、金正日の朝鮮人民軍最高司令官就任記念日にあたる12月24日には朝鮮労働党の機関紙である『労働新聞』は金正恩を「最高司令官」「将軍」と呼称し、翌日には朝鮮中央通信が「革命武力の最高指導者」と呼称、また「不世出の先軍統帥者」とも呼称するなど、軍事指導者であることも示された。
12月20日、錦繍山記念宮殿に安置された金正日の遺体がメディアに公開され、金正恩が涙を流しながら父の遺体の前に立つ場面が報道された。12月28日、平壌市内で行われた父の国葬において、金正恩は軍・党・政府の高官を率いて金正日の霊柩車に付き従い、軍・党・政府から指導者としての支持を得ていることが強調された。
12月29日、金正日中央追悼大会が挙行され、党内序列2位にして対外的な元首の役割を果たしている最高人民会議常任委員長の金永南が追悼の辞で「権力の継承問題は完全に解決した」とし、金正恩を「党・軍・人民の最高指導者」と呼称して金正恩の権力継承を公式に宣言した。
12月30日、朝鮮労働党中央委員会政治局会議において、亡父の後任として朝鮮人民軍最高司令官に推戴され、同職に就任した。
金正日の死によって空席となった朝鮮労働党の最高職である総書記と国家の最高職である国防委員長を継承すると見られていたが、金正恩は両職とも「金正日が永久に就くべき地位」であるとして就任せず、事実上廃止した。2012年4月11日に開催された第4回党代表者会において、金正恩は総書記に代わる党の最高職として新たに設置された第一書記に推戴され、政治局常務委員・中央軍事委員会委員長にも就任した。そして、4月13日の第12期最高人民会議第5回会議において、「国防委員長」に代わって新設された「国防委員会第一委員長」に就任し、金正恩は正式に党・国家・軍の三権を握る最高指導者となったのである。同年7月17日、朝鮮労働党中央委員会などの決定により、共和国元帥の称号を授与された。

### 最高指導者として
金正恩は、最高指導者に就任して以降、軍を積極的に視察している。将校や兵士と親しく会話をしたり、抱擁し合ったりするなど、父の正日の時代では想定外であったほど積極的に軍と接近しようとしている。軍の忠誠心を獲得することが狙いと指摘されている。
一方、韓国紙『朝鮮日報』の報道によれば、「金正恩が朝鮮人民軍最高司令官に就任後、粛清された者は2桁に上る」とされる。また、その中には金正恩が「髪の毛1本も残すな」と指示した結果、公開処刑の手段として、迫撃砲が使用された事例もあったという。
また、2010年11月の延坪島砲撃事件を金正恩が指揮していたことが、朝鮮労働党の機関紙である『労働新聞』によって明らかとなった。『労働新聞』は「金正恩領導者の非凡な知略と戦術で敵の挑発は挫折し、延坪島は火の海になった」と伝えている。
権力継承後の2012年1月28日、金正恩は朝鮮労働党幹部を前に、計画経済の行きづまりによる深刻な経済危機から脱却するため、資本主義的手法を導入した経済論議を容認する姿勢を示した。同年からの全面導入された社会主義企業責任管理制および圃田担当責任制といった市場経済化政策により、経済成長や生活水準の向上が見られる一方、国民の間での貧富の格差の拡大も生じるようになった。
2012年（主体100年）4月15日、平壌で「金日成の生誕100周年」を記念する軍事パレードが行われ、正恩が観閲を行った。閲兵式上、金正恩は演説を行い、先代・金正日の政策である先軍政治（軍事優先の政治）の継承と「核抑止力」の保持を強調した。演説の中で「人民生活の向上」を政治の目標とする姿勢を示したが、一方で「民族の尊厳と国の自主権がさらに貴重だ」として核ミサイルの開発を機軸とする「先軍」路線を国民生活より優先する方針を明確にした。なお、金正恩の肉声が北朝鮮内外に伝えられたのはこの演説が最初である。父の金正日は国民を前にほとんど演説を行わなかったが、権力継承後「遺訓統治」と称して金正日の統治スタイルに従ってきた金正恩は、演説に関しては父の例を継承しなかったことになる。金正恩の演説は祖父・金日成を意識したもので、演説の放映を視聴した人々からは「金日成と似ている」との声が上がった。
4月19日、『労働新聞』は初めて金正恩の公式談話を掲載した。内容は先軍路線の継承と食糧問題の解決を訴えるものであった。
8月3日、金正恩は初の外国政府要人との会談を中国共産党中央対外連絡部長の王家瑞と行った。
北朝鮮の人民は、金正恩に対して、金日成、金正日よりも信頼を置いていないという。元韓国統一省次官の金錫友（キム・ソクウ）は「金（日成）主席に対する敬意と尊敬を100とすれば、金（正日）総書記は70、金（正恩）第一書記は30程度」という脱北者の話を紹介している。
各国の人権問題を話し合う国連総会第3委員会では「金正恩第一書記の体制でも市民への抑圧のひどさに変わりはない」と指摘し、2012年12月20日の同委員会で北朝鮮の人権弾圧を非難する決議案を採択した。同様の決議は8年連続だが、初めて無投票の全会一致（コンセンサス方式）で採択した。同委員会は「指導者が交代したにもかかわらず、人権状況が悪化した」と指摘している。
2012年から2013年にかけて、人民武力部長、同部第一副部長、朝鮮人民軍総参謀長、人民保安部長、国家安全保衛部第一副部長等の軍上層部の解任を繰り返した。2013年8月には、妻の李雪主が過去に所属していた「銀河水管弦楽団」等の音楽家9名をポルノ映像制作容疑で公開処刑した。そして、同年12月には事実上のナンバー2であった張成沢とその側近たちを処刑した。張成沢処刑時点で、金正日の国葬時に霊柩車を囲んだ金正恩を除く7名の権力中枢人物のうち、張成沢、李英浩、金永春、金正覚、禹東測の5名を粛清するか更迭したことになる。同年7月27日に平壌で中国の李源潮国家副主席を隣席に招いて朝鮮戦争休戦60周年記念行事を行ったばかりであり、中国政府は外交窓口である張を「何の相談もなく」粛清したことに不快感を持ったとされる。
泥酔状態で張の側近の処刑を命じるなど、衝動的で現実を無視した指示が多いとされ、留学先のスイスを真似て街に緑を増やすため住民の貴重な食料供給地である自宅の庭の畑に芝生を敷くように指示したり、食糧不足を解消するため米の代わりに肉を食べるように訓示したと報じられている。
2014年2月、朝鮮中央通信の報道で、2014年3月に行われる最高人民会議の代議員選挙に向け、「第111号白頭山選挙区」で候補者として登録されたと報じた。2014年3月朝鮮中央通信の報道で、北朝鮮の中央選挙委員会は10日、前日に実施された最高人民会議の代議員選挙で、金正恩第一書記が選出されたと明らかにした。賛成率は100%という。
2014年7月以降は足を引きずって歩く映像が流れた際には足負傷説や肥満、内臓疾患による歩行困難説が海外メディアに報じられている。また同年9月3日から長期間に渡って公の場に姿を見せていないために動静が分からなくなっていた。最高指導者となってから毎回参加していた最高人民会議出席（9月25日）や錦繍山太陽宮殿参拝（10月10日）でも出席、参拝が確認されてなかった。同日夜に朝鮮中央テレビが足を引きずって現地指導する同年7月の映像を流した際に、金正恩について「不自由な体なのに人民のための指導の道を炎のように歩み続ける我が元帥」と表現し、歩行困難を認める言及をしている。10月14日に北朝鮮メディアは日時は不明ながら杖を使いながら視察する記事が報道された。
なお、オランダのライデンで開かれた学術会議で、北朝鮮の元高官でもあった脱北者が証言したところによると、朝鮮労働党組織指導部こそが権力の中心であり、金正恩は父の金正日ほどには権力を掌握できておらず、象徴的な指導者に留まっているとされる。このため、権力の座を巡る闘争が起きており、張成沢の粛清も、組織指導部が中心となって行われたとされた。
2015年4月までに、人民武力部長の玄永哲を公開処刑した他、朝鮮人民軍総参謀部作戦局長の辺仁善、国防委員会設計局長の馬園春（マ・ウォンチュン）、朝鮮労働党財政経理部長の韓光相（ハン・グァンサン）ら15人を粛清したとみられたが、馬と韓はその後復帰が確認されている。韓国の情報機関、国家情報院によれば、金正恩体制下で処刑された幹部の数は70人余りとなった。軍の最高幹部の一人を処刑するほどの恐怖政治が敷かれていることは、恐怖政治以外の方法では体制固めができないことを意味しており、クーデターや暗殺などの可能性が指摘されている。また同年5月に金の山林緑化政策に不満を示したとして内閣副総理の崔英健（チェ・ヨンゴン）が処刑されていたこともその後判明している。
2015年8月30日、統一教会（現・世界平和統一家庭連合）の開祖である文鮮明の3周忌に際し、遺族らに弔電を送ったことが報道された。

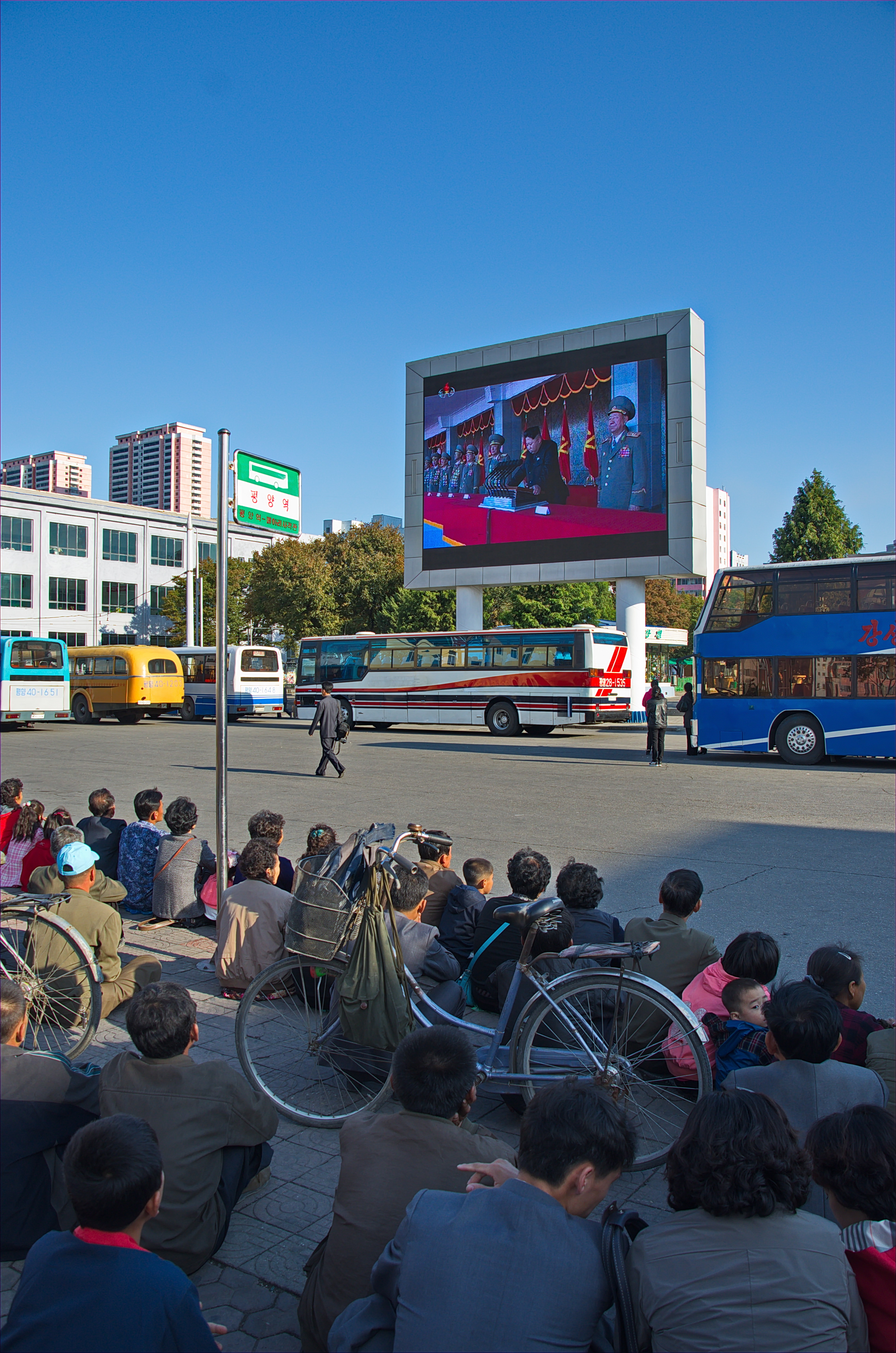
2015年10月10日、金正恩の軍事パレードをモニターで見る平壌市民。

2015年10月10日の朝鮮労働党創建70周年記念式典では中国序列5位の劉雲山と肩を並べて歓談してパレードの終盤では聴衆に向かって手を取り合うなど親密さをアピールし、金正恩は中朝関係を「血潮で以て結ばれた友好」「金日成主席同志と金正日総書記同志が残した最大の外交遺産」であるとしてミサイル発射を中止するも、翌2016年1月に「水爆実験」とする核実験を実施して再び関係は冷却化して、直後に制作された朝鮮中央テレビの記録映画では劉の映像は加工され削除されていた。

#### 2016年
2016年5月9日、朝鮮労働党第7次大会において党第一書記に代わって新設された党委員長に就任し、6月29日、最高人民会議において国防委員会第一委員長に代わって新設された国務委員長に就任した。なお、同6月29日の最高人民会議において内閣副総理の金勇進の座る姿勢が悪かったため反革命分子と見なされ翌7月に処刑されたという。

#### 2017年
2017年2月13日、異母兄の金正男がマレーシアで暗殺（金正男暗殺事件）されたが、韓国国家情報院によると、これは金正恩が5年前から出していた指示が実行された事件であり、金正恩の「偏執的な性格」によるものであるという。
2017年5月、秘密警察の朝鮮民主主義人民共和国国家保衛省や北朝鮮の国連代表部、対米外交を担当する韓成烈外務次官、朝鮮中央通信などは米国の中央情報局（CIA）と韓国の国家情報院が金正恩の暗殺を試みたと主張し、暗殺に関与した国家情報院院長の李炳浩やCIA関係者の引き渡しと正式な謝罪を要求した。また、これとは別に金正恩暗殺を推進したとして韓国の前大統領朴槿恵の引き渡しも要求した。
2017年9月21日、アメリカ合衆国の大統領ドナルド・トランプによる国連総会での演説に対し、最高指導者名義という北朝鮮史上初の金正恩自身の声明を発表し、トランプを名指しで「世界の面前で私と国家の存在自体を否定して侮辱し、我が共和国を滅ぼすという歴代で最も凶暴な宣戦布告をしてきた」「国家と人民の尊厳と名誉、そして私自身の全てを懸け、我が共和国の絶滅を喚いた米国執権者の暴言に代価を支払わせる」と猛反発した。

#### 2018年
2018年1月1日の「新年の辞」において「米本土全域がわれわれの核攻撃の射程圏内にあり、核のボタンが私の事務室の机の上に常に置かれていること、これは決して威嚇ではなく、現実だということをはっきり理解すべきだ」と述べてアメリカを牽制する一方、平昌冬季五輪に北朝鮮代表団を派遣する用意があるとも述べた。この金正恩の声明を受けて1月9日にも南北閣僚級会談が行われ、北朝鮮が平昌冬季五輪に参加することを正式に表明し、2018年平昌オリンピックの開会式に妹の金与正労働党宣伝扇動部第一副部長と金永南最高人民会議常任委員会委員長ら、2018年平昌オリンピックの閉会式には金英哲労働党統一戦線部長を団長とする代表団を派遣した。

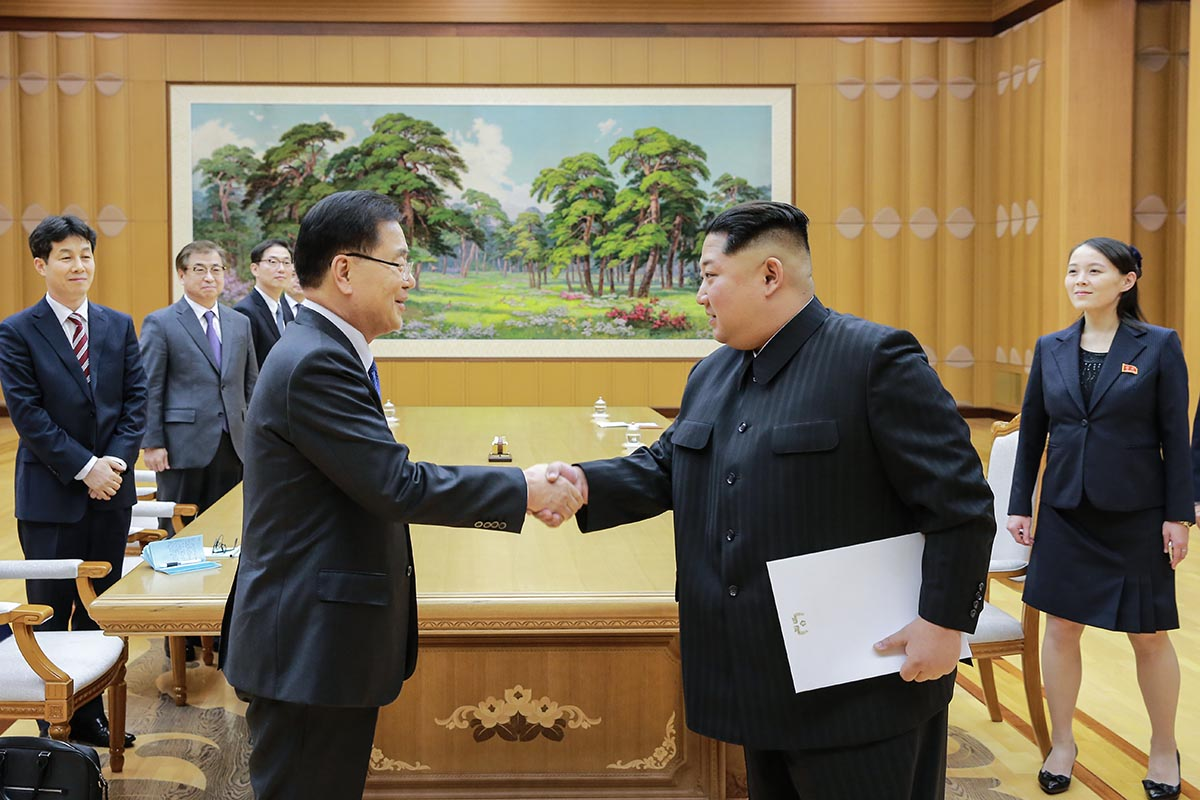
2018年3月6日、韓国の大統領特使鄭義溶と握手する金正恩（右）

2018年3月5日、訪朝した韓国の文在寅大統領の特使である鄭義溶国家安保室長と会談して「軍事的脅威が取り除かれ、体制の安全が保証されれば核を保有する理由はない」と述べて4月に南北首脳会談を板門店で行うことで合意した。それまで金正恩は外国の政府要人との会見は中国と4回、キューバと2回、シリアと1回の計7回しかなかったために極めて異例だった。特使との会談中に金正恩は「我が国がミサイルを発射し、大統領が未明にNSC（国家安全保障会議）を開催したため、ご苦労をおかけしました。きょう決心したので、もう文大統領は未明に起きなくて大丈夫です」という軽口を飛ばした。また南北首脳のホットライン設置でも合意し「これで実務的な対話が行き詰まっても、大統領と私が直通電話で話せば簡単に解決されます」と語った。
北朝鮮から帰国した鄭義溶は8日にも訪米して大統領のトランプと会談。その会談後、記者団の前で金正恩の「直接会い、話をすれば大きな成果を出すことができるだろう」という言葉をトランプ米大統領に伝え、トランプ大統領も米朝首脳会談を受諾した旨を発表したが、北朝鮮からの公式な反応は無かった。
2018年3月25日、最高指導者就任後初の外遊として李雪主夫人や党副委員長の崔竜海、李洙墉、金英哲らを伴って中国を訪れ、最高指導者就任後初の外国政府首脳との会談を中国共産党総書記兼国家主席の習近平と行い、初めて具体的条件に触れて米韓の段階的・同時的な措置を条件に「金日成主席と金正日総書記の遺訓である朝鮮半島の非核化に尽力する」と述べて中国と連携強化する意向を表明し、米朝首脳会談にも直接言及して米大統領トランプへの伝言も託した。また、六者会合への復帰や経済協力と安全保障面での中国への支援要請も述べたとも日本のメディアは報じている。朝鮮中央通信は金正恩が「実の兄弟のように温かく、我々の訪問提案を快諾して短期間で手配した習近平総書記同志に感謝する。初の外遊先が中国の首都なのは極めて当然であり、私の崇高な義務だ」「兄弟的隣国である中国の国際的威信が日増しに高まってることは自分のことのようで喜ばしい。中華民族の偉大なる復興を成し遂げることを切望する」と北京の人民大会堂で演説したと報じ、直後に制作された朝鮮中央テレビの記録映画では習近平との贈り物の交換や中国科学院への視察の様子などが含まれていたものの中国中央電視台で放送された北朝鮮国内で金正恩が現地指導で部下にメモを取らせる姿と対照的な習近平の発言をメモに書き留める金正恩の映像は削除されていた。
2018年3月30日、訪朝したIOC会長のトーマス・バッハ会長と会談して平昌オリンピックでの特例措置に感謝し、2020年東京オリンピック（のち不参加）と2022年北京オリンピック（のち不参加）にも北朝鮮を参加させる意向を表明した。

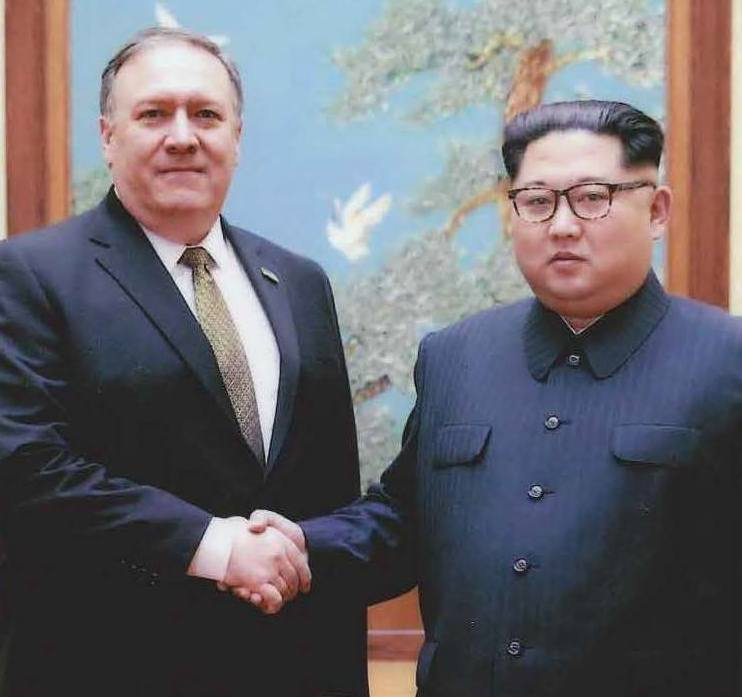
2018年3月31日、アメリカのマイク・ポンペオと握手する金正恩（右）

2018年3月31日、2000年に平壌を訪問したマデレーン・オルブライト米国務長官と金正日の直接会談以来の米朝のハイレベル対話を極秘訪朝したマイク・ポンペオCIA長官と行った。非核化や拘束された米国人解放などを議論したとされる。後に出版予定のポンペオの回顧録では、正恩について「小さな汗かきの邪悪な男」と表現し、会談での様子を「大量殺人者が振りまくような愛嬌で会談の場をなごませようとした」と記述された。
2018年4月1日、K-POPアーティストなどで構成された韓国芸術団が訪朝し、東平壌大劇場で妻の李雪主や実妹の金与正とともに北朝鮮の最高指導者では初めて韓国の芸術団公演を直接鑑賞した。
2018年4月8日、金正恩が朝鮮半島の非核化を議論する意思を持つことが初めて北朝鮮から米国に直接伝達され、9日には朝鮮労働党政治局会議の席上で金正恩が米朝首脳会談ではないものの展望として米朝対話に公式で初めて言及した。
2018年4月13日、「金日成生誕106周年の国際芸術祭」に参加するために中国芸術団とともに訪朝した中国共産党中央対外連絡部部長の宋濤と「重大な問題や国際情勢」で意見交換し、中朝関係の強化で一致して党と政府を総動員して最高の礼遇でもてなすと述べた。同時期にイギリス・フランス・米国が行ったシリアへの軍事攻撃や、予定される南北・米朝首脳会談も協議したとみられる。また、翌14日に宴会を自ら開いて李雪主や金与正らが出席した。16日には李雪主とともに中国芸術団の公演を鑑賞し、17日には異例である2度目の会談を宋濤と行って「習近平総書記同志は最も立派な友人で最も親密な同志」と述べた。
2018年4月24日、黄海北道で中国人観光客が犠牲になった交通事故を受けて中国大使館と負傷者を治療してる病院を訪問し、負傷者などを乗せた特別列車を編成させて被害者に見舞金も送金した。国内の事故を公表して最高指導者自らが謝罪して対応したのは異例とされ、責任者は銃殺刑に処されたとされる。
2018年4月27日、北朝鮮の最高指導者として史上初めて板門店の軍事境界線を超えて韓国を訪問した。軍事境界線越しに韓国大統領の文在寅と握手して金正恩が軍事境界線を越えた後、金正恩に促される形で文在寅も軍事境界線を越えて北朝鮮側へ入るやり取りがあったが、これは金正恩のアドリブであったという。板門店の韓国側施設「平和の家」において大統領の文在寅と11年ぶりの南北首脳会談に及び、両国首脳の合意文書「板門店宣言」を出した。その中で、「朝鮮半島の完全な非核化を共通の目的とすること」を確認するとともに、「年内に朝鮮戦争休戦協定を平和協定にすることを目指して恒久的な平和構築に向けた南・北・米3者、または南・北・米・中4者会談の開催を積極的に推進すること」、さらに、「軍事境界線一帯での敵対行為を中止して非武装地帯（DMZ）を実質的な『平和地帯』とすること」などで合意した。正恩は「民族の分断の悲劇と統一への熱望がつまっている、ここ板門店で開かれる会談に、歴史的な責任感を持って会談に臨んだ。この合意が、もう二度と死文化されないように、緊密に話し合いを行い、実を結ぶために努力する」と述べた。
2018年5月2日、中国外相として11年ぶりに訪朝した王毅と会談し、中国の積極的な貢献を高く評価して「朝鮮半島の非核化」に向けた連携強化で一致した。7日、北朝鮮側の訪中要請により、初めて航空機（政府専用機のIL-62）を外遊に利用して実妹の金与正（党宣伝扇動部第一副部長）や李洙墉（党国際部長）らと中国の大連を訪問して国家主席の習近平と会談し、非核化は関係国の敵視政策の廃止と段階的・同時的な措置が条件であることや中朝の交流や連携の強化で一致し、帰国後に『朝鮮中央通信』と『労働新聞』で習近平宛ての礼状が発表された。
2018年5月9日、訪朝した米国務長官マイク・ポンペオと会談し、米朝首脳会談の実務的な問題で合意し、米大統領ドナルド・トランプからの提案を受け入れて拘束していた米国人3名を国務委員長命令で特赦を与えて米国に帰国させた。
2018年5月26日、板門店の北朝鮮側の施設「統一閣」で文在寅と2度目となる南北首脳会談を行った。
2018年5月31日、訪朝したロシアのセルゲイ・ラブロフ外相と最高指導者就任後初のロシア政府要人との会談を行い、段階的な非核化の必要性で一致した。この際、ロシア国営テレビでラブロフ外相と握手する無表情の金正恩が口角を上げたように映像を改竄されて話題となった。
2018年6月10日、米朝首脳会談に出席するため、北朝鮮の要請で中国から貸与された中国国際航空の李克強国務院総理なども使用した政府専用機であるボーイング747-400を利用してシンガポールを訪問し、ホテル「セントレジス・シンガポール」に滞在してシンガポール首相のリー・シェンロンと会談した。

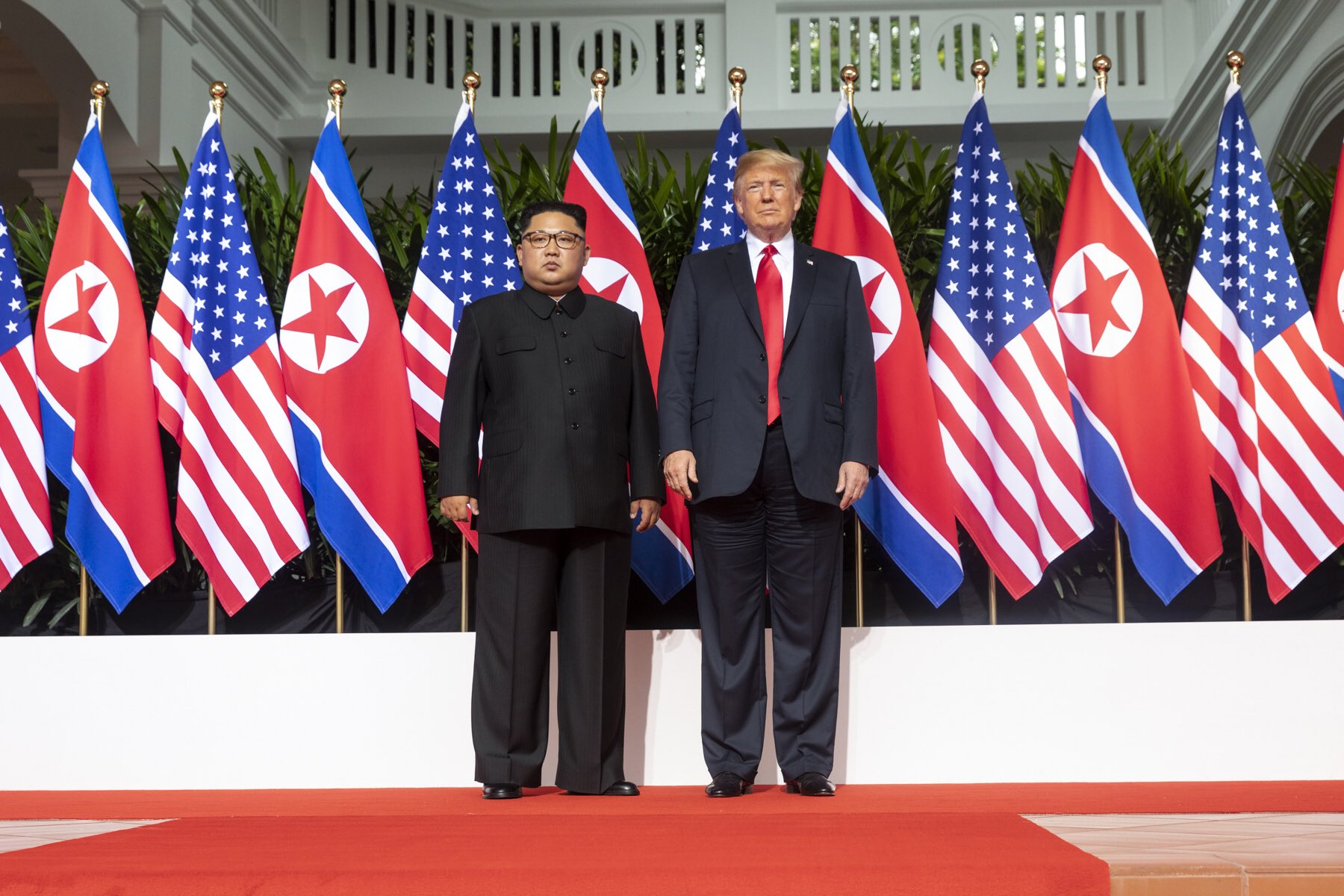
金正恩と米大統領ドナルド・トランプ（2018年6月12日）

2018年6月12日、シンガポールのセントーサ島で米大統領トランプと史上初の米朝首脳会談を行い、米朝国交正常化や朝鮮半島の完全な非核化などを目指すと掲げた米朝共同声明に署名し、朝鮮中央通信は「米朝は段階的・同時的な措置を原則とすることで一致した」「トランプは米韓合同軍事演習の中止で応じた」と報じた。13日、中国機で平壌に帰国した。
2018年6月15日の習近平（中国国家主席）の誕生日には、「血で結ばれた朝中友好をこの上なく大切に思う」と書かれた祝電を花籠とともに5年ぶりにおくり、19日には専用機のIL-62で夫人の李雪主や党副委員長の崔竜海、金英哲、李洙墉、朴泰成、内閣総理の朴奉珠らを伴って三度目の訪中を行って中国農業科学院などを視察し、習近平との会談では中朝の戦略的・戦術的協力強化を協議し、「中朝は一つの家族同然であり、古今東西に例のない関係」「中国の同志達と一つの参謀部で協力する」「中華民族の偉大な復興という中国の夢は必ず実現されるだろう」と北京の人民大会堂で演説したと朝鮮中央通信は報じた。また、会談では習近平を「偉大な領袖」「偉大な指導者」と称えたとされる。北朝鮮の最高指導者が立て続けに訪中し、公式の中国メディアと北朝鮮メディアの双方で帰国前に報道された例はないとされる。
2018年7月27日、休戦協定締結65周年を記念して朝鮮戦争で戦死した毛沢東の長男である毛岸英の墓を参拝し、「中朝は地理的に近いだけでなく、互いの血と命を捧げて結ばれた例のない特別な関係」と述べた。
2018年9月9日、平壌で行われた建国70周年記念行事では、軍事パレードで従来披露されてきた大陸間弾道ロケット（ICBM）は登場せず、経済建設が強調され、隣で閲兵する中国序列3位の栗戦書全国人民代表大会常務委員長と手を取り合って歓声に応え、栗戦書らとの会談では核武装と経済発展を両立させようとした並進路線から非核化と経済重視の新戦略路線への転換が中国から評価され、金正恩も中国の経験に倣う意向を述べた。また、5年ぶりに行われたマスゲームも中国語の表記が出るなど中朝友好の演出が目立ち、李雪主夫人を伴って栗戦書と夜に観覧した。

#### 2019年
2019年1月1日、朝鮮中央テレビで「恒久的な平和体制と完全な非核化は、党と政府の不変の立場で、私の確固たる意志であり、核兵器をつくりも実験もせず使いも広めもしない、また制裁に米国は出るのなら新しい道を模索する」「米韓合同軍事演習は中止すべきだ」「朝鮮戦争休戦協定当事者と多国間協議を推進したい」と新年の辞を述べた。
2019年1月8日、妻の李雪主や実妹の金与正らを伴って中国を訪問。金正恩の35歳の誕生日でもあったため、祝宴も行われた。
2019年2月26日、二回目の米朝首脳会談に出席するため、実妹の金与正らを伴ってベトナムを訪問した。しかし、非核化をめぐる決裂で合意文書は調印されなかった。理由についてアメリカは「北朝鮮が全面的な制裁解除で譲らなかったからだ」と主張したことに対して北朝鮮は「部分的な制裁緩和のみ要求した」と反論した。
2019年3月、最高人民会議代議員選挙が行われ、当選者が朝鮮中央テレビを通じて発表されたが、韓国統一省当局者によると当選者の名簿に金正恩の名前はなかった（2014年の代議員選挙では白頭山の選挙区から選出されたことが公表されている）。韓国の慶南大学校教授の林乙出は当選者の名簿に名がなかったことに関して「不可解」とした。
2019年4月の最高人民会議で国務委員長に再選されたが、最高人民会議常任委員長の崔竜海が就任後の演説で「朝鮮人民の最高代表で、国の全般を指導する国家の最高職責者」と述べたことから、最高人民会議で同時に行われた憲法改正により対外的代表権を持つ元首としての地位に就いたとの見方が出た。7月になって改正憲法の全文が判明し、国務委員長の職務に「国を代表する」という文言が付け加えられたことが判明し、国家元首と位置づけられた。また、施政演説で「韓国は米国との仲裁者ではなく、民族の利益を擁護すべきだ」「忍耐心を持って米国の勇断を年末までは待つ」と述べた。
2019年4月25日、ロシアのウラジオストクを訪問して初の露朝首脳会談を行い、ロシア連邦大統領ウラジーミル・プーチンと段階的な非核化や経済制裁の緩和など朝鮮半島情勢の安定に向けた連携強化で一致するも共同声明や合意文書はなく、公式行事への参加を中止して1日前倒しで帰国した。
2019年6月20日、中国の指導者としては14年ぶりに訪朝した習近平との中朝首脳会談では米朝対話を促され、中朝の様々な協力強化でも一致した。また、外国首脳で初めて錦繍山太陽宮殿で迎え、新しく完成した「錦繍山迎賓館」や異例の労働党本部に招き、友誼塔の共同参拝や習近平の顔を描いたマスゲームなどを行って就寝時間以外のほとんどを習近平に同行した。
2019年6月30日、史上初めて南・北・米首脳で3者会談を板門店で行い、三回目の米朝首脳会談で米朝実務者協議の再開で一致した。

#### 2020年
2020年2月1日、朝鮮中央通信は新型コロナウイルス感染症の流行が起きた中国の指導者である習近平に慰問の書簡と義援金を金正恩が送ったと報じた。
2020年4月15日、太陽節には通例である錦繍山太陽宮殿への参拝が行われず、また動静も伝えられないという異例の状況となり、健康不安が懸念される。同月11日に新型コロナウイルスへの対応を話し合った旨が12日に報道されて以降姿を見せていない。21日、CNNは金氏が心臓血管手術を受け、その後重篤な状態となっていると報道している。この一部の報道に対して、23日、米大統領トランプは、「偽の報道だったと思う。CNNによる偽の報道だったと思う。彼らが古い文書を使ったと聞いている」と述べ、否定した。一部の韓国メディアは、アメリカ政府関係者の話として、金正恩は先週から東部元山（ウォンサン）に滞在しており、「車椅子などを利用せず歩く姿が確認できた」「金党委員長の専用列車が元山にある」などと報じた。金正恩の周辺の要人が新型コロナウイルスに感染したため、予防のため平壌を離れたとの見方を伝えた。
2020年4月19日、朝鮮中央通信は「最近、われわれの最高指導部は米大統領にいかなる親書も送ったことはない」として18日に金正恩から親書を受け取ったと述べたトランプ大統領の発言を否定する北朝鮮外務省の談話を発表した。
2020年5月2日、北朝鮮の朝鮮中央通信と2日付けの朝鮮労働党の機関紙「労働新聞」は、金正恩が1日に北朝鮮西部・平安南道の順川リン酸肥料工場の竣工式に参加したと伝え、写真も掲載された。北朝鮮メディアが正恩の動静を伝えるのは、4月11日の党中央委員会政治局会議への出席以来、20日ぶりであった。
2020年5月8日、金正恩は中国による「新型コロナウイルス感染拡大防止の取り組みでの成果」を称賛する口頭親書を国家主席の習近平に送り、翌9日にはロシアの大統領プーチンにも第二次世界大戦戦勝75周年を祝して5年ぶりの親書をおくった。
2020年10月22日、労働新聞が「金正恩委員長が、中国人民志願軍の朝鮮戦線参戦70周年に際して平安南道檜倉郡にある中国人民志願軍烈士陵園を訪れた」と報じた。「金正恩委員長が同所を訪問したのは、2018年7月26日の『祖国解放戦争勝利』（休戦協定調印）65周年以来」となる。

#### 2022年

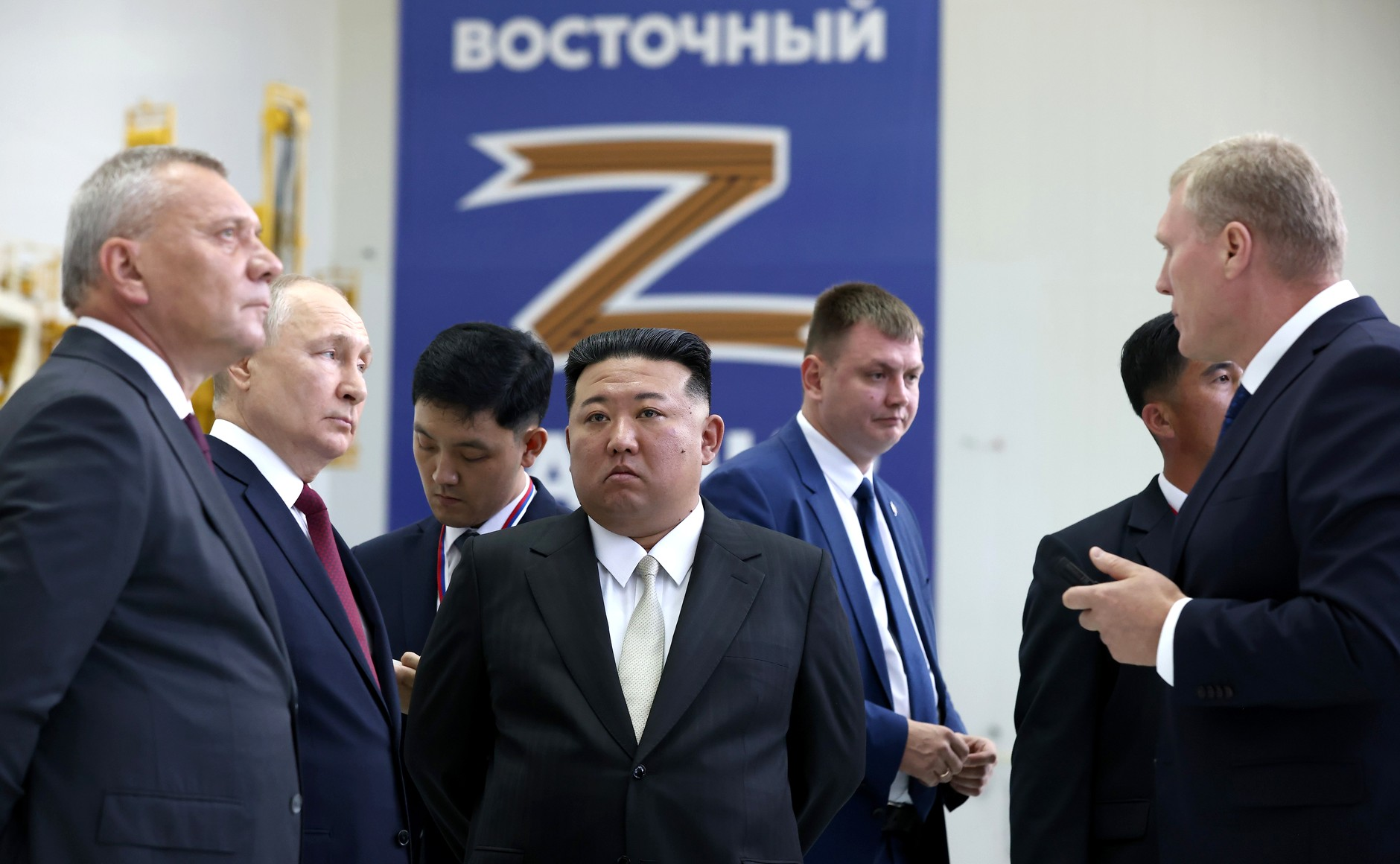
2023年、ボストチヌイ宇宙基地を訪問した背広姿の金正恩（中央）

朝鮮中央通信によると、2022年3月24日、金正恩は大陸間弾道ミサイル火星17の発射実験を指導し、「強大な軍事技術力を持ち、米帝国主義との長期的対決を徹底的に準備していく」と述べた。ミサイルは平壌郊外の順安空港から発射され、71分間飛行し、渡島半島の西側170kmに落下した。
2022年5月12日、北朝鮮国内で初めて新型コロナウイルスの感染者が確認されたことを受け、金正恩は流行を根絶すると誓い、「最大限の緊急」ウイルス管理を命じ、医薬品を「愛の不死薬」と呼び、国民に供給した。
2022年9月8日、金正恩は最高人民会議で「絶対に核を放棄することはできない」と演説し、会議では核兵器の使用条件や指揮統制などの法案が採択された。

#### 2024年
2024年1月1日に能登半島地震が発生した際には、「日本で不幸にも年初から地震によって、多くの人命被害と物的な損失を受けた知らせに接し、遺族と被害者に深い同情とお見舞いの意を表します」「被災地の人々が1日も早く地震の被害から復旧し、安定した生活を取り戻すことを願っています」と日本の岸田文雄首相宛てに見舞いの電報を送った。
2024年、ロシアのウクライナ侵攻においてロシアに協力し、1万人を超える大規模派兵を計画していると報道され、ウクライナ文化情報省傘下の戦略コミュニケーション・情報安全保障センターはロシアの訓練場で北朝鮮兵が装備品を受け取っているとする動画を公開した。

## 人物

### 名前
北朝鮮では漢字を全廃させていることもあり、当初から表記について議論されていた。
金正日の三男の名前については、藤本健二により「キム・ジョンウン」また「ジョンウン王子」と紹介された。当初、朝鮮語のハングル表記は「김정운」、漢字表記は「金正雲」とされた。
しかしその後、正しいハングル表記は「김정은」ではないかという説が浮上し、2009年10月7日には大韓民国の統一部がハングル表記を変更すると発表した。漢字表記は「金正銀」もしくは「金正恩」ではないかと推測された。これを受け、『朝日新聞』、『東京新聞』、『読売新聞』 は、表記を「金ジョンウン」に変更すると発表した。ハングルの "운"（/un/） と "은"（/ɯn/） は、日本語では区別せず双方ともに "ウン" である。
また、『毎日新聞』は、北朝鮮関係者の多くが適切と証言しているとして、「金正銀」という表記を採用していた。韓国でも「誕生日の2009年1月8日前後に金正雲から金正銀に改名した」と報じるメディアがあり、2010年9月28日には中華人民共和国の新華社通信、中国中央電視台も「金正銀」の表記を使用していた。ただし、北朝鮮は中国政府に正式な漢字表記を伝えていないという報道もあった。
2010年10月1日、朝鮮中央通信により、漢字表記を「金正恩」とすると発表され、彼の名前を巡る問題は終息した。

### 生年
北朝鮮当局より年齢が公表されていないため正確な生年は不明だが、1982、1983、1984年説がある。1982年説は2012年に区切りを迎える父親の金正日および祖父の金日成の出生年を考慮して同年に切りの良い30歳となるよう調整されたと北朝鮮国内で流布されているものである。1983年説は金正恩の留学時代のパスポートが1983年生まれとなっているためである。北朝鮮の公式発表では1984年生まれとなっている。なお、父・金正日の出生年も1912年生誕の金日成に合わせて1941年から1942年へ調整が行われているとの見方が強い。

### 容貌
髪型は、側頭と後頭を上まで短く刈り上げ、上面の髪はパーマをかけてコテで巻き込むという、かなり手の込んだ個性的なヘアスタイルをしている。称して「覇気ヘア」と言い、以前は「野心ヘア」とも呼んでいた。正面から見ると黒電話の受話器のような輪郭をしているため、国外では「テレホン・ヘッド」「黒電話」などと揶揄されることがある。日本の経済評論家の上念司は「エリンギヘッド」と揶揄している。この髪型は、まだ実績のなかった正恩が国民の敬愛を得るために、「建国者で伝説の将軍であり、偉大なる首領」である金日成に似せるために採用されたといわれる。2014年4月には、イギリス・ロンドン西郊の理髪店が、耳の上まで刈り上げた髪形でにっこり笑う正恩の顔写真を客引き用のポスターに使ったところ、北朝鮮の外交官らが押しかけて撤去させた事件が発生している。

### 性格
現実主義的・実用主義的な性格とする分析がある。労働新聞の2019年3月の記事は金正恩が書簡で「もし偉大さを強調するなどといって、首領（最高指導者）の革命活動や風貌を神格化すれば、真実を隠すことにつながる」との考えを表したことを伝えた。2020年5月20日付の労働新聞も「縮地法の秘訣」と題した記事で縮地法について霊的な技術を言ったものではないとし、金日成・金正日時代の解釈とは異なる見解を伝えた。北朝鮮のメディアが最高指導者に独断で言及することは考えられないことから、金正恩の意向が反映されているとみられている。特に2019年2月のアメリカとの米朝首脳会談の決裂（ハノイ・ノーディール）で神秘的で万能な指導者ではなく最善を尽くす現実的な指導者像にシフトしたとする見方もある。
核問題を担当し、金正日と会談したこともある元米国務次官ウェンディ・ルース・シャーマンは、正恩について「金正日総書記よりも残虐だ。金総書記は我々との交渉に臨もうとしていたが、（正恩第一書記は）そのような気配もない」と指摘している。

### 趣味嗜好
スポーツ好きで分野を問わず全般的にこなす。スイス滞在時代についての記録によればバスケットボールに熱中していて、マイケル・ジョーダンやトニー・クーコッチ、コービー・ブライアントらのファンであったという証言がある。サッカーにおいてはプレミアリーグに所属するマンチェスター・ユナイテッドのファンである。なお、朝鮮中央テレビではプレミアリーグの試合が放映されているが、韓国代表のソン・フンミンが所属するトッテナム・ホットスパーやファン・ヒチャンが所属するウルヴァーハンプトン、キム・ジスが所属するブレントフォードの試合は放送禁止になっていると伝えられている。
日本人の藤本健二とは金正日の専属料理人時代に遊び相手として付き合っており、カードゲームや10代ながらタバコ、酒を嗜んでいたという。様々な遊びを知る藤本には強い親近感を抱いていたようで、二人きりで政治的にきわどい話をしたり、「ブイ（喫煙を指す。タバコを吸う際に指の形がV字になることから）やろうぜ」という合言葉を作るなど深く付き合っていた。
ヘビースモーカーであり、最高人民会議が2005年に採択した「たばこ統制法」を無視して、喫煙が禁止されている地下鉄や病院・保健施設、学校等で歩き回りながら喫煙している姿がしばしば報道されている。
スイスの国際学校時代のクラスメートで友人だったジョエル・ミカエロの証言によれば、ジャッキー・チェンや007シリーズの映画が大好きだったとされる。また、自宅には大量のバスケ漫画があったと証言しており、研究者のガブリエル・マイヤーによれば日本の『SLAM DUNK』もあったとされる。さらに金正恩とクラスメートが描いたバッグス・バニーのイラストが残されている。なお、金正恩の音楽の趣味については、ジミ・ヘンドリックスおよびドアーズが好きだという。
飛行機嫌いの父親とは正反対であり、2015年2月、専用機（IL-62）に搭乗して平壌市内の建設現場を上空から視察した。ただし、初の外国訪問であった2018年3月の訪中は父親と同様に朝鮮民主主義人民共和国最高指導者専用列車を使用した、同年5月の二度目の訪中で初めて政府専用機を外遊に利用するも、第1回米朝首脳会談でシンガポールを訪れた際は中国機をチャーターした。また、第2回米朝首脳会談でベトナムに到着した時はそれまで外遊の際に列車を牽引していた東風11Z型ではなく、中国国鉄東風4型ディーゼル機関車（DF4D）だった。

### 家族
- 金日成（祖父、北朝鮮建国者および同国初代最高指導者）
- 金正淑（祖母）
- 金正日（父、北朝鮮第2代最高指導者）
- 高容姫（高英姫）（母）
  - 金正男（異母兄）（金正恩の指令によりマレーシアにて暗殺）
  - 金正哲（実兄）
  - 金与正（妹）
- 金敬姫（叔母）
- 張成沢（義叔父）（金正恩体制移行後に粛清され処刑）
- 李雪主（妻）

先祖は、現在の全羅北道・全州出身。本貫全州金氏。
子供については公式な情報は明らかにされてはいないが、世襲制の北朝鮮においていずれ金正恩の座を継ぐかもしれない存在のため、専門家による関心は高い。2021年の時点で3人の子供がいるとの見解が主流となっている。2010年に第1子（男児）、2013年頃に第2子（女児）、また2017年2月に第3子（性別不明）が誕生したと推測されている。李雪主夫人が公の場から長期間姿を消す場合、妊娠中か、あるいは失脚したとの仮定が立てられることが多い。
名前は公表されてはいないが、第1子に関しては2009年頃より北朝鮮国内でキム・リョンジュ（김령주）という名前を使わないよう当局が指導を行ったという情報があり、同国では金一族と同じ名前を使うことが許されないことから、これが第1子の名前なのではないかという推測がある。
第2子については、訪朝したデニス・ロッドマンが金正恩夫妻より女児を紹介され、ジュエという名前であると正恩本人より聞いたことを証言しており、中国共産党系メディア中国網は漢字表記を金主愛（台湾系メディアは金珠愛）としている。2022年9月8日に開催された政権樹立74周年慶祝行事を撮影した映像の中に、ジュエと思われる女児が写り込んでいた可能性が英デイリー・メール紙によって報じられたが、大韓民国統一部は調査中を理由に判断を保留。同年11月18日に行われた新型ICBM・火星17の発射実験の写真にも娘と思しき女児が写り込み同様に関心を集めたが、大韓民国国家情報院は11月22日にこの女児は第二子のジュエであるとの見解を韓国国会で公表した。その後もジュエと思われる女児はたびたび北朝鮮の国営メディアに正恩と共に登場し、「尊敬するお子様」と呼ばれている。
第3子については韓国の情報機関が2017年8月に国会で第3子誕生の情報を報告したのみで、それ以上のことはわかっていない。
このほか、脱北者で世界北朝鮮研究センター理事長の安燦一は、2021年1月に第4子となる男児が平壌で誕生したとの情報があると主張しているが、同じく脱北者であり、元首相姜成山の婿の康明道は出産説を否定し、夫妻は疎遠になっており別居中だと主張している。

### 写真
金正日の後継者として登場する以前の金正恩の姿はほとんどメディアに流れる事はなく、各国情報機関においても不明な部分が多い存在であった。彼が公式な地位を得るまでは長年にわたって僅かな写真が存在するのみであった。金正日の息子の存在およびそれを証明する写真は、特に北朝鮮国内では最高機密とされて出回ることがなかったが、2009年1月16日のニュース番組「NEWS ZERO」（日本テレビ系）で、10歳の頃の正恩の写真が公開された。その後2009年6月頃から、JNNや読売新聞がスイスのインターナショナルスクール時代（10代半ば）の正恩の写真を公開して大きな話題になった。なお、JNNが入手した写真は、2010年6月8日に韓国の聯合ニュースが未公開写真を入手したと報じている。
しかし、その後もしばらくは謎に包まれた存在であった。上述の10歳の時の顔写真から26歳の顔を推定した合成写真がアメリカの公開情報センターによって作成されたり、2010年4月20日、毎日新聞に金正恩の近影とされるものが掲載されたが、実際には全くの別人であった事が後に判明するなど混乱も見られた。
2010年9月9日、香港特別行政区の衛星テレビ局、鳳凰衛視（香港PHX）の番組「時事弁論会」で「北朝鮮は中国の負担になっているか?」というテーマの回が放映された際、同年8月末に父・金正日と一緒に訪中した事実とともに、その際の写真 が放映された。それによると顔は父親似であるが祖父である金日成の面影もあり（ただし、金日成に似せて整形をしたという一部報道もある）、身長は金正日より頭一つ分位高い。
2010年9月30日、北朝鮮のメディアが式典に参加する金正恩の姿を映した写真と映像を公開し、初めて公に姿を現した。金正恩が出席した2010年10月10日の軍事パレードは海外メディアにも取材が認められ、彼の映像が西側諸国のカメラによって初めて撮影された。
2012年4月12日、『労働新聞』電子版はスーツを着用した金正恩の写真を配信した。人民服を常用している金正恩のスーツ姿が確認されたのはこれが初めてである。

### 名誉学位
- マレーシア・ヘルプ大学経済学名誉博士（2013年）[291][292]

### 実務経験
朝鮮人民軍の高級軍人であるが、2011年2月16日に朝鮮中央放送が放送した視察映像では、双眼鏡を上下逆さまに持って覗き込む姿が映っており、実務経験が浅いことが指摘されている。

### 日常生活
北朝鮮の護衛総局が金正恩の用便問題を全面的に取り仕切っている。

## 健康問題や死亡説
2014年9月25日、朝鮮中央テレビは金正恩の体調不良を報じた。そして「不自由な体なのに、人民の指導の道を炎のように歩み続けるわが元帥」と賞賛した。韓国の聯合ニュースによれば、金正恩は痛風に罹っており、暴飲暴食が原因という。
韓国の情報機関である国家情報院は、2016年10月19日の国政監査で、金正恩が毎週3-4回も夜通しのパーティー（酒宴）を開き、不摂生な生活と悪い食習慣のために、健康不安を抱えており、心血管疾患の高リスク群に入ると報告した。国家情報院は同年7月の懸案報告でも、金正恩が不眠症や身辺の脅威のストレスから暴飲暴食に走り、生活習慣病にかかっている可能性を指摘。体重については、「2012年に初めて登場したときは90kgだったが、2014年には120kgに、さらに最近では130kgにまで増えたと推定される」と説明した。それ以前より、金正恩が秘密裏にパーティーを開いていることは知られており、元NBAのデニス・ロッドマンが訪朝した際には、名門学院から女学生たちをコンパニオンとして動員。女学生らは陰で泣いていたとの話がある。金正恩のこうした不摂生をたしなめることができるのは、妹の金与正だけとされ、肉親以外の人間は強くものを言えないとされる。
2020年5月1日には、脱北者の話を根拠に「99％死亡している」と朝鮮日報や聯合ニュースなど複数の韓国メディアが相次いで報じた。4月の総選挙で当選した脱北者の池成浩が述べたもので、池は情報源は北朝鮮消息筋であると説明。金正恩が99％死亡しており、後継者問題で複雑な状況となっているらしく、今週末にも北朝鮮が正式に死亡を発表する可能性があると話した。これに対し、韓国政府は否定的な見解を示した。
2020年11月3日の韓国の国家情報院による国会情報委員会への報告によると、2012年は約90kgだった体重が2020年には140kg台になっていると分析している。
2020年12月には米シンクタンクの北朝鮮専門家ハリー・カジアニスが日本の情報当局者2人の話を根拠に「金正恩氏と一族、指導部内の複数高官は、中国政府が供給したワクチン候補のおかげで、新型コロナの予防接種を過去2-3週間の間に受けている」と述べたことを複数のメディアが相次いで報じた。これに対し、中国政府は否定的な見解を示した。
2021年10月24日、アメリカの雑誌により、金正恩が妹によって命を失い、現在は代役が活動しているとの主張が報じられていた事が判明した。

## 日本文化との接点
母親の高英姫の影響に加え、幼少期の遊び相手が藤本だったこともあり、幼少期には日本文化との接点が多かった。
藤本は正恩が7歳の時に遊び相手となった。缶蹴り・ベーゴマ・竹馬などの日本の遊びも正恩は非常に喜び、竹馬は60cmのステップまで乗れるようになったという。
招待所には日本の漫画やゲームが豊富にあり、正恩は漫画では「サッカーを題材にした作品」（藤本談）を好んだという。ゲームではマリオやテトリスなどを好み、藤本とプレイしていた。招待所内には、当時日本のゲームセンターにあった代表的なアーケードゲーム機も全て揃っており、いずれも日本製だったという。
ある日は正恩が主体思想塔の絵を描きながら「藤本、日本にも高い塔があるの？」と尋ねた。藤本が東京タワーのことを教え、絵を描いてみせると正恩は喜び、その絵を箱にしまって大事に保管したという。
高英姫と正哲・与正と一緒に東京ディズニーランドで遊んだ思い出も、しばしば振り返っていた。いくつかのアトラクション名を挙げて「あれが一番面白かった」などの感想を藤本に述べていたという。

## 現地指導一覧

### 2017年
1月
- 1月1日 - 新年の辞を発表。
- 同日 - 新年に際して錦繍山太陽宮殿を訪問した。
- 1月5日 - 新築の平壌かばん工場を現地指導した。
- 1月8日 - 金正淑平壌製糸工場と労働者寮を現地指導した。
- 1月12日 - 柳京キムチ工場を現地指導した。
- 1月15日 - 金山浦塩辛加工工場と金山浦水産事業所を現地指導した。
- 1月19日 - 朝鮮人民軍第233軍部隊直属区分隊を視察した。
- 1月22日 - 朝鮮人民軍第1314軍部隊を視察した。
- 1月28日 - 戦車・装甲歩兵連隊の冬季渡河攻撃戦術演習を指導した。

2月
- 2月2日 - 新設の平壌初等学院を現地指導した。
- 2月7日 - 江東精密機械工場を現地指導した。
- 2月13日 - 準中距離弾道ミサイル北極星2型の試射を現地指導した。
- 2月15日 - 金正日総書記の生誕75周年慶祝中央報告大会に参席した。
- 2月16日 - 光明星節に際して錦繍山太陽宮殿を訪問した。
- 2月21日 - 三泉ナマズ工場を現地指導した。
- 2月23日 - 功勲国家合唱団創立70周年記念公演に参加。

3月
- 3月1日 - 朝鮮人民軍第966大連合部隊の指揮部を視察した。
- 3月3日 - 万景台革命学院を訪れて生徒たちと共に植樹を行った。
- 3月7日 - 朝鮮人民軍戦略軍の各火星砲兵部隊の弾道ロケット発射訓練を指導した。
- 3月11日 - 白頭山建築研究院を現地指導した。
- 3月16日 - 黎明通りの建設場を現地指導した。
- 3月19日 - 西海衛星発射場でエンジンの地上噴出実験を視察した。
- 3月28日 - 朝鮮革命博物館を現地指導した。

4月
- 4月1日 - 朝鮮人民軍戦車兵競技大会―2017を指導した。
- 4月8日 - 平壌キノコ工場を現地指導した。
- 4月12日 - 朝鮮最高人民会議第13期第5回会議に参加した。
- 4月13日 - 朝鮮人民軍特殊作戦部隊の降下および対象物打撃競技大会―2017を指導した。
- 4月14日 - 黎明通りの竣工式に参加した。
- 4月15日 - 金日成主席生誕105周年慶祝中央報告大会に参席した。
- 4月16日 - 太陽節に際して錦繍山太陽宮殿を訪問した。
- 同日 - 金日成主席の生誕105周年慶祝閲兵式・平壌市民パレードに出席した。
- 4月18日 - 金日成主席の生誕105周年慶祝閲兵式参加者のための勲功国家合唱団の祝賀公演を鑑賞した。
- 4月23日 - 泰川養豚工場を現地指導した。
- 4月26日 - 朝鮮人民軍軍種合同打撃示威を視察した。

5月
- 5月5日 - 長在島防御隊と茂島英雄防御隊を視察した。
- 5月10日 - 楽浪戦傷栄誉軍人樹脂日用品工場を現地指導した。
- 5月13日 - 人民武力省（他国の国防省、日本の防衛省に相当）の器具・工具、仕上げ建材品および科学技術成果展示会場を視察した。
- 5月15日 - 中距離弾道ミサイル火星12型の試射を現地指導した。
- 5月20日 - 中距離弾道ミサイル火星12型の開発者を朝鮮労働党中央委員会の庁舎に呼び寄せて記念写真を撮影した。
- 5月22日 - 準中距離弾道ミサイル北極星2型の試射を視察した。
- 5月28日 - 新型対空迎撃誘導武器システムの試験射撃を視察した。
- 5月30日 - 精密操縦誘導システムを導入した弾道ロケットの試射を指導した。

6月
- 6月3日 - 江西ミネラルウォーター工場を現地指導した。
- 6月5日 - 戦闘飛行術競技大会を指導した。
- 6月6日 - 朝鮮少年団第８回大会で演説を行った。
- 6月8日 - 朝鮮少年団第８回大会の参加者と共に記念写真を撮った。
- 6月9日 - 新型地対海巡航ロケットの試射を視察した。
- 6月20日 - 歯科衛生用品工場を現地指導した。

7月
- 7月4日 - 大陸間弾道ロケット火星14型の試射を現地指導した。
- 7月8日 - 金日成主席の逝去23周忌に際して錦繍山太陽宮殿を訪問した。
- 7月10日 - 大陸間弾道ロケット試射成功記念音楽舞踊総合公演を鑑賞した。
- 7月11日 - 大陸間弾道ロケット試射の成功を祝う宴会に参加した。
- 7月13日 - 大陸間弾道ロケット試射の成功に寄与したメンバーと記念写真を撮った。
- 7月17日 - 故張朝日氏の霊前に花輪を送った。
- 7月27日 - 祖国解放戦争参戦烈士墓を訪れる。
- 7月28日 - 大陸間弾道ロケット火星14型の第2次試射を指導した。
- 7月30日 - 火星14型の第2次試射成功を慶祝する宴会に参加した。

8月
- 8月14日 - 朝鮮人民軍戦略軍司令部を視察した。
- 8月23日 - 国防科学院化学材料研究所を現地指導した。
- 8月25日 - 朝鮮人民軍特殊作戦部隊の対象物打撃競技を指導した。
- 8月30日 - 朝鮮人民軍戦略軍の中・長距離戦略弾道ロケット発射訓練を現地指導した。

9月
- 9月2日 - 朝鮮人民軍第4回青年同盟初級団体書記熱誠者大会の参加者と記念写真を撮った。
- 9月3日 - 核兵器研究所で核の兵器化事業を現地指導した。
- 同日 - 朝鮮労働党中央委員会政治局常務委員会に参加した。
- 9月10日 - 核科学者、技術者のための祝賀公演・祝宴に参加した。
- 同日 - 水爆実験の成功に寄与したメンバーと共に記念撮影を撮った。
- 9月12日 - 島分校と最前線地帯、山里の学校に志願進出した教師らと記念写真を撮った。
- 9月16日 - 中距離弾道ミサイル火星12型発射訓練を現地指導した。
- 9月21日 - 黄海南道クァイル郡の革命事績館とクァイル郡沿革紹介室・果樹研究所を現地指導した。
- 9月30日 - 第810軍部隊傘下第1116号農場を現地指導した。

### 2018年
1月
- 1月1日 - 新年の辞を発表。
- 同日 - アメリカ本土が攻撃可能な核弾頭を搭載する大陸間弾道ロケットの実戦配備宣言。
- 1月7日 - 国家科学院を現地指導した。
- 1月17日 - 平壌教員大学を現地指導した。
- 1月25日 - 平壌製薬工場を現地指導した。

2月
- 2月1日 - 新たに建設された「平壌無軌道電車工場」を現地指導した。
- 2月4日 - 新型無軌道電車の試運転が行われた。

### 2022年
3月
- 3月24日 - 大陸間弾道ミサイル『火星砲－17』型試験発射を指導。

4月
- 4月2日 - キョンル洞に建設された普通江河岸段々式住宅区を視察。

### 2023年
3月
- 3月16日 - ICBM部隊の発射訓練を現地指導。

### 2024年
7月
- 7月11日-12日 - 両江道三池淵市で建設が進んでいた観光客向けの宿泊施設を視察。その際、手抜き工事に激怒し、建設当局者らを処分したと報じられた[308]。
- 7月28日 - 7月27日に平安北道新義州市などで記録的大雨による洪水が起き、金正恩は翌28日に現地入りし、防災当局に対し「主要職幹部の怠慢思想と要領主義が深刻な域に達した」と叱責したと報じられた[308]。また視察の際、金正恩が乗車していた車が一時水没したと報じられた[309]。

9月
- 9月8日 - 海軍基地建設予定地を視察。「現代化、多機能化された海軍基地創設が重要な鍵となる」と建設関係者に指摘[310]。